# Luminița Dobrescu
Luminița Liliana Dobrescu (* 19. April 1971 in Reșița) ist eine ehemalige rumänische Schwimmerin. Sie gewann bei Europameisterschaften zwei Silber- und zwei Bronzemedaillen.

## Sportliche Karriere

### 1987 bis 1992 mit zweimal Europameisterschaftsbronze
Die internationale Karriere der 1,80 Meter großen Luminița Dobrescu begann 1987 bei den Europameisterschaften in Straßburg. Dobrescu belegte zunächst den vierten Platz über 100 Meter Freistil mit einer Viertelsekunde Rückstand auf ihre drittplatzierte Landsfrau Tamara Costache. In der 4-mal-200-Meter-Freistilstaffel siegte das Quartett aus der DDR mit neuem Weltrekord und über 13 Sekunden Vorsprung vor der rumänischen Staffel mit Luminița Dobrescu, Stela Pura, Anca Pătrășcoiu und Noemi Lung; eine Dreiviertelsekunde hinter den Rumäninnen schlug die Staffel aus der Bundesrepublik Deutschland als Dritte an. Über 200 Meter Freistil gewann Heike Friedrich vor Manuela Stellmach, beide aus der DDR, dahinter erschwamm Dobrescu die Bronzemedaille. Schließlich erreichte Dobrescu auch das Finale über 50 Meter Freistil und wurde Achte.
Bei den Olympischen Spielen 1988 in Seoul stand die 4-mal-200-Meter-Freistilstaffel noch nicht auf dem Programm. Dobrescu verfehlte als 17. über 50 Meter Freistil das B-Finale um 0,03 Sekunden. Über 100 Meter Freistil erreichte sie als Dritte des B-Finales den elften Platz. Über 200 Meter Freistil wurde sie Vierte im B-Finale und damit 12. insgesamt.
Anfang 1991 bei den Weltmeisterschaften in Perth schlug Dobrescu als Achte über 200 Meter Freistil an. Sieben Monate später bei den Europameisterschaften in Athen wurde Dobrescu Sechste über 100 Meter Freistil. Die 4-mal-200-Meter-Freistilstaffel mit Beatrice Coadă, Carla Negrea, Iuliana Pantelimon und Dobrescu belegte den fünften Platz. Über 200 Meter Freistil gewann die Dänin Mette Jacobsen vor der Französin Catherine Plewinski, anderthalb Sekunden dahinter erschwamm Dobrescu die Bronzemedaille. Schließlich belegte die rumänische 4-mal-100-Meter-Lagenstaffel den siebten Platz.
1992 bei den Olympischen Spielen in Barcelona schwamm Dobrescu sowohl mit der 4-mal-100-Meter-Freistilstaffel als auch mit der 4-mal-100-Meter-Lagenstaffel die zwölftschnellste Vorlaufzeit. Auf der 50-Meter-Freistilstrecke schied sie als 21. der Vorläufe aus. Über 100 Meter Freistil wurde sie Zweite im B-Finale und damit Zehnte insgesamt. Über 200 Meter Freistil erreichte sie das A-Finale und schlug als Fünfte an.

### 1993 mit Europameisterschaftssilber und die Jahre bis 1998
1993 bei den Europameisterschaften in Sheffield wurde Dobrescu Fünfte über 100 Meter Freistil. Über 200 Meter Freistil siegte die Deutsche Franziska van Almsick mit über zwei Sekunden Vorsprung vor Dobrescu, die ihrerseits eine Dreiviertelsekunde vor der drittplatzierten Britin Karen Pickering anschlug. 1994 bei den Weltmeisterschaften in Rom erreichte Dobrescu kein Einzelfinale. Sie wurde Sechste mit der 4-mal-200-Meter-Freistilstaffel und Achte mit der 4-mal-100-Meter-Freistilstaffel. Bei den Europameisterschaften 1995 in Wien belegte Dobrescu den siebten Platz über 100 Meter Freistil und den achten Platz über 200 Meter Freistil.
1996 bei den Olympischen Spielen in Atlanta war erstmals auch die 4-mal-200-Meter-Freistilstaffel der Frauen im Programm, Dobrescu trat in drei Einzelwettbewerben und in allen drei Staffeln an. Über 100 Meter Freistil belegte sie als Dritte des B-Finales den elften Platz. Über 200 Meter Freistil erreichte sie wie 1992 das A-Finale und schlug dort als Achte an. Die 4-mal-200-Meter-Freistilstaffel mit Luminița Dobrescu, Loredana Zisu, Lorena Diaconescu und Carla Negrea war die einzige rumänische Staffel, die sich für ein Finale qualifizieren konnte, sie belegte den siebten Platz. Mit den beiden anderen Staffeln und über 50 Meter Freistil schied Dobrescu jeweils im Vorlauf aus.
Im April 1997 bei den Kurzbahnweltmeisterschaften in Göteborg belegte Dobrescu den siebten Platz über 200 Meter Freistil. Im August 1997 bei den Europameisterschaften in Sevilla erreichte die rumänische 4-mal-200-Meter-Freistilstaffel mit Luminița Dobrescu, Lorena Diaconescu, Simona Păduraru und Camelia Potec das Ziel als Vierte mit über einer Sekunde Rückstand auf die drittplatzierten Däninnen. Im Januar 1998 bei den Weltmeisterschaften in Perth bestritt Dobrescu ihre letzten großen Meisterschaften. Sie wurde 11. über 100 Meter Freistil und 13. über 200 Meter Freistil. Die 4-mal-200-Meter-Freistilstaffel mit Luminița Dobrescu, Lorena Diaconescu, Simona Păduraru und Camelia Potec schwamm auf den siebten Rang.